# Liga Mistrzów w piłce siatkowej (2020/2021) – kwalifikacje
Kwalifikacje do Ligi Mistrzów 2020/2021 odbyły się w dniach 22 września–29 października 2020 roku. Wzięło w nich udział 18 drużyn.
Kwalifikacje składały się z dwóch rund. W obu rundach rywalizacja toczyła się w grupach w formie turniejów. Do fazy grupowej Ligi Mistrzów awans uzyskały dwie drużyny. Drużyny, które nie awansowały do fazy grupowej Ligi Mistrzów, uczestniczyły w 1/16 finału Pucharu CEV.
Kwaliifkacje do fazy grupowej Ligi Mistrzów odbyły się po raz piąty w historii tych rozgrywek.

## System rozgrywek
Faza kwalifikacyjna składa się z dwóch rund.
W 1. rundzie uczestniczy 18 drużyn. W drodze losowania podzielone zostają na sześć grup (A-F), tj. w każdej grupie znajdują się po trzy zespoły. Rywalizacja w grupach pierwotnie miała obywać się w formie trzech turniejów, przy czym każda drużyna w grupie miała być organizatorem jednego turnieju. Podczas każdego turnieju drużyny miały rozgrywać między sobą po jednym spotkaniu, a łącznie w ramach grupy drużyny rozgrywać miały między sobą po trzy spotkania.
Ostatecznie, ze względu na restrykcje związane z pandemią COVID-19, postanowiono zredukować liczbę turniejów. W grupach B, C, E i F rozegrany zostanie jeden turniej (po 3 mecze w każdej grupie), w grupie A dwa turnieje (6 meczów w grupie), a w grupie D dwa turnieje (w praktyce jeden turniej z jednym gospodarzem, 6 meczów w grupie). Awans do 2. rundy kwalifikacji uzyskują zwycięzcy poszczególnych grup.
W 2. rundzie uczestniczy 6 drużyn, które trafiają do dwóch grup (G i H) na podstawie poniższego klucza:
| Grupa G | Grupa H |
| ------- | ------- |
| A1      | D1      |
| B1      | E1      |
| C1      | F1      |

Rywalizacja w grupach toczy się na analogicznych zasadach co w 1. rundzie. Awans do fazy grupowej Ligi Mistrzów uzyskują zwycięzcy grupy G i H.
Drużyny, które w drodze kwalifikacji nie awansowały do fazy grupowej Ligi Mistrzów, uczestniczą w 1/16 finału Pucharu CEV.

## Drużyny uczestniczące

### Podział miejsc w rozgrywkach
W sezonie 2020/2021 w kwalifikacjach Ligi Mistrzów wzięło udział 18 zespołów z 16 federacji siatkarskich zrzeszonych w CEV. Liczba drużyn uczestniczących w Lidze Mistrzów ustalona została na podstawie rankingu CEV dla europejskich rozgrywek klubowych.
- Erzeni (L1)
- IBB Polonia London (L1)
- SK Zadruga Aich/Dob (L1)
- Greenyard Maaseik (L3)
- Stroitiel Mińsk (L1)
- Szachcior Soligorsk (L2)
- Neftochimik 2010 Burgas (L1)
- OK Ribola Kaštela (L1)
- HAOK Mladost Zagrzeb (L2)
- Ford Levoranta Sastamala (P1)
- Draisma Dynamo Apeldoorn (L4)
- Jastrzębski Węgiel (L4)
- Dinamo Moskwa (L4)
- CSM Arcada Galați (L1)
- Vojvodina NS seme Nowy Sad (L1)
- Lindaren Volley Amriswil (L1)
- Fino Kaposvár SE (L3)
- Itas Trentino (L4)

## Rozgrywki

### 1. runda
awans do II rundy kwalifikacji
     udział w Pucharze CEV

#### Grupa A
Tabela
| Lp. | Drużyna              | Mecze | Mecze   | Mecze   | Pkt | Sety | Sety | Sety  | Małe punkty | Małe punkty | Małe punkty |
| Lp. | Drużyna              | M     | W (3:2) | P (2:3) | Pkt | wyg. | prz. | ratio | zdob.       | str.        | ratio       |
| --- | -------------------- | ----- | ------- | ------- | --- | ---- | ---- | ----- | ----------- | ----------- | ----------- |
| 1   | Fino Kaposvár SE     | 4     | 4 (0)   | 0 (0)   | 12  | 12   | 0    | MAX   | 300         | 103         | 2.913       |
| 2   | Erzeni               | 4     | 2 (0)   | 2 (0)   | 6   | 6    | 6    | 1.000 | 253         | 150         | 1.687       |
| 3   | HAOK Mladost Zagrzeb | 4     | 0 (0)   | 4 (0)   | 0   | 0    | 12   | 0.000 | 0           | 300         | 0.000       |

Źródło: cev.eu
Punktacja: 3:0 i 3:1 – 3 pkt; 3:2 – 2 pkt; 2:3 – 1 pkt; 1:3 i 0:3 – 0 pkt
Zasady ustalania kolejności: 1. liczba zwycięstw; 2. liczba punktów; 3. stosunek setów; 4. stosunek małych punktów; 5. bilans w bezpośrednich meczach
Wyniki spotkań
 Dom Odbojke Bojan Stranić, Zagrzeb
| Data       | Godz. | Drużyna 1            | Wynik  | Drużyna 2            | 1     | 2     | 3     | 4 | 5 | Widzów | *       |
| ---------- | ----- | -------------------- | ------ | -------------------- | ----- | ----- | ----- | - | - | ------ | ------- |
| 22.09.2020 | 18:00 | Erzeni               | 3:0[w] | HAOK Mladost Zagrzeb | 25:0  | 25:0  | 25:0  |   |   | —      | CLVM 01 |
| 23.09.2020 | 16:00 | Fino Kaposvár SE     | 3:0    | Erzeni               | 25:16 | 25:19 | 25:19 |   |   | 0      | CLVM 02 |
| 24.09.2020 | 18:00 | HAOK Mladost Zagrzeb | 0:3[w] | Fino Kaposvár SE     | 0:25  | 0:25  | 0:25  |   |   | —      | CLVM 03 |

 Kaposvár Aréna, Kaposvár
| Data       | Godz. | Drużyna 1            | Wynik  | Drużyna 2            | 1     | 2     | 3     | 4 | 5 | Widzów | *       |
| ---------- | ----- | -------------------- | ------ | -------------------- | ----- | ----- | ----- | - | - | ------ | ------- |
| 24.09.2020 | 18:00 | Erzeni               | 0:3    | Fino Kaposvár SE     | 18:25 | 16:25 | 15:25 |   |   | 0      | CLVM 04 |
| 30.09.2020 | 18:00 | HAOK Mladost Zagrzeb | 0:3[w] | Erzeni               | 0:25  | 0:25  | 0:25  |   |   | —      | CLVM 05 |
| 01.10.2020 | 17:30 | Fino Kaposvár SE     | 3:0[w] | HAOK Mladost Zagrzeb | 25:0  | 25:0  | 25:0  |   |   | —      | CLVM 06 |

[w] Mecze z udziałem klubu HAOK Mladost Zagrzeb zostały anulowane w związku z przypadkami zakażeń SARS-CoV-2 w drużynie. Przeciwnikom przyznano walkowery.
Po wycofaniu się Mladostu Zagrzeb, rywalizacja w grupie została ograniczona do dwumeczu między drużynami Fino Kaposvár SE i Erzeni w dniach 23-24 września rozegranym w Zagrzebiu. Pierwotnie drugi turniej miał być rozegrany w dniach 29 września - 1 października w Kaposvár Aréna w mieście Kaposvár.

#### Grupa B
Tabela
| Lp. | Drużyna                  | Mecze | Mecze   | Mecze   | Pkt | Sety | Sety | Sety  | Małe punkty | Małe punkty | Małe punkty |
| Lp. | Drużyna                  | M     | W (3:2) | P (2:3) | Pkt | wyg. | prz. | ratio | zdob.       | str.        | ratio       |
| --- | ------------------------ | ----- | ------- | ------- | --- | ---- | ---- | ----- | ----------- | ----------- | ----------- |
| 1   | CSM Arcada Galați        | 2     | 2 (1)   | 0 (0)   | 5   | 6    | 2    | 3.000 | 189         | 107         | 1.766       |
| 2   | Ford Levoranta Sastamala | 2     | 1 (0)   | 1 (1)   | 4   | 5    | 3    | 1.667 | 182         | 163         | 1.117       |
| 3   | OK Ribola Kaštela        | 2     | 0 (0)   | 2 (0)   | 0   | 0    | 6    | 0.000 | 49          | 150         | 0.327       |

Źródło: cev.eu
Punktacja: 3:0 i 3:1 – 3 pkt; 3:2 – 2 pkt; 2:3 – 1 pkt; 1:3 i 0:3 – 0 pkt
Zasady ustalania kolejności: 1. liczba zwycięstw; 2. liczba punktów; 3. stosunek setów; 4. stosunek małych punktów; 5. bilans w bezpośrednich meczach
Wyniki spotkań
 Hala sportowa, Gałacz
| Data       | Godz. | Drużyna 1                | Wynik  | Drużyna 2                | 1     | 2     | 3     | 4     | 5     | Widzów | *       |
| ---------- | ----- | ------------------------ | ------ | ------------------------ | ----- | ----- | ----- | ----- | ----- | ------ | ------- |
| 22.09.2020 | 18:00 | OK Ribola Kaštela        | 0:3[w] | CSM Arcada Galați        | 0:25  | 0:25  | 0:25  |       |       | —      | CLVM 07 |
| 23.09.2020 | 20:00 | Ford Levoranta Sastamala | 3:0    | OK Ribola Kaštela        | 25:10 | 25:22 | 25:17 |       |       | 0      | CLVM 08 |
| 24.09.2020 | 18:00 | CSM Arcada Galați        | 3:2    | Ford Levoranta Sastamala | 28:26 | 18:25 | 25:13 | 23:25 | 20:18 | 0      | CLVM 09 |

[w] Drużynie CSM Arcada Galați został przyznany walkower z powodu niedostarczenia wyników testów na obecność SARS-CoV-2 przez klub OK Ribola Kaštela.

#### Grupa C
Tabela
| Lp. | Drużyna                  | Mecze | Mecze   | Mecze   | Pkt | Sety | Sety | Sety  | Małe punkty | Małe punkty | Małe punkty |
| Lp. | Drużyna                  | M     | W (3:2) | P (2:3) | Pkt | wyg. | prz. | ratio | zdob.       | str.        | ratio       |
| --- | ------------------------ | ----- | ------- | ------- | --- | ---- | ---- | ----- | ----------- | ----------- | ----------- |
| 1   | Jastrzębski Węgiel       | 2     | 2 (0)   | 0 (0)   | 6   | 6    | 0    | MAX   | 153         | 116         | 1.319       |
| 2   | Draisma Dynamo Apeldoorn | 2     | 1 (0)   | 1 (0)   | 3   | 3    | 3    | 1.000 | 128         | 132         | 0.970       |
| 3   | Stroitiel Mińsk          | 2     | 0 (0)   | 2 (0)   | 0   | 0    | 6    | 0.000 | 120         | 153         | 0.784       |

Źródło: cev.eu
Punktacja: 3:0 i 3:1 – 3 pkt; 3:2 – 2 pkt; 2:3 – 1 pkt; 1:3 i 0:3 – 0 pkt
Zasady ustalania kolejności: 1. liczba zwycięstw; 2. liczba punktów; 3. stosunek setów; 4. stosunek małych punktów; 5. bilans w bezpośrednich meczach
Wyniki spotkań
 Hala Widowiskowo-Sportowa, Jastrzębie-Zdrój
| Data       | Godz. | Drużyna 1                | Wynik | Drużyna 2                | 1     | 2     | 3     | 4 | 5 | Widzów | *       |
| ---------- | ----- | ------------------------ | ----- | ------------------------ | ----- | ----- | ----- | - | - | ------ | ------- |
| 22.09.2020 | 20:30 | Stroitiel Mińsk          | 0:3   | Jastrzębski Węgiel       | 25:27 | 24:26 | 14:25 |   |   | 342    | CLVM 10 |
| 23.09.2020 | 18:00 | Draisma Dynamo Apeldoorn | 3:0   | Stroitiel Mińsk          | 25:23 | 25:16 | 25:18 |   |   | 74     | CLVM 11 |
| 24.09.2020 | 18:00 | Jastrzębski Węgiel       | 3:0   | Draisma Dynamo Apeldoorn | 25:20 | 25:16 | 25:17 |   |   | 421    | CLVM 12 |

#### Grupa D
Tabela
| Lp. | Drużyna                 | Mecze | Mecze   | Mecze   | Pkt | Sety | Sety | Sety  | Małe punkty | Małe punkty | Małe punkty |
| Lp. | Drużyna                 | M     | W (3:2) | P (2:3) | Pkt | wyg. | prz. | ratio | zdob.       | str.        | ratio       |
| --- | ----------------------- | ----- | ------- | ------- | --- | ---- | ---- | ----- | ----------- | ----------- | ----------- |
| 1   | Dinamo Moskwa           | 4     | 4 (0)   | 0 (0)   | 12  | 12   | 3    | 4.000 | 375         | 325         | 1.154       |
| 2   | SK Zadruga Aich/Dob     | 4     | 1 (0)   | 3 (1)   | 4   | 6    | 10   | 0.600 | 334         | 352         | 0.949       |
| 3   | Neftochimik 2010 Burgas | 4     | 1 (1)   | 3 (0)   | 2   | 6    | 11   | 0.545 | 368         | 400         | 0.920       |

Źródło: cev.eu
Punktacja: 3:0 i 3:1 – 3 pkt; 3:2 – 2 pkt; 2:3 – 1 pkt; 1:3 i 0:3 – 0 pkt
Zasady ustalania kolejności: 1. liczba zwycięstw; 2. liczba punktów; 3. stosunek setów; 4. stosunek małych punktów; 5. bilans w bezpośrednich meczach
Wyniki spotkań
 Jufa Arena, Bleiburg
| Data       | Godz. | Drużyna 1               | Wynik | Drużyna 2               | 1     | 2     | 3     | 4     | 5     | Widzów | *       |
| ---------- | ----- | ----------------------- | ----- | ----------------------- | ----- | ----- | ----- | ----- | ----- | ------ | ------- |
| 27.09.2020 | 20:15 | Neftochimik 2010 Burgas | 1:3   | SK Zadruga Aich/Dob     | 22:25 | 19:25 | 25:16 | 20:25 |       | 280    | CLVM 13 |
| 28.09.2020 | 19:00 | Dinamo Moskwa           | 3:1   | Neftochimik 2010 Burgas | 25:21 | 32:30 | 21:25 | 25:22 |       | 125    | CLVM 14 |
| 29.09.2020 | 20:15 | SK Zadruga Aich/Dob     | 1:3   | Dinamo Moskwa           | 23:25 | 17:25 | 25:17 | 22:25 |       | 286    | CLVM 15 |
| 30.09.2020 | 20:15 | SK Zadruga Aich/Dob     | 2:3   | Neftochimik 2010 Burgas | 20:25 | 25:13 | 25:21 | 18:25 | 13:15 | 198    | CLVM 16 |
| 01.10.2020 | 19:00 | Neftochimik 2010 Burgas | 1:3   | Dinamo Moskwa           | 19:25 | 23:25 | 32:30 | 11:25 |       | 106    | CLVM 17 |
| 02.10.2020 | 19:00 | Dinamo Moskwa           | 3:0   | SK Zadruga Aich/Dob     | 25:17 | 25:17 | 25:21 |       |       | 266    | CLVM 18 |

#### Grupa E
Tabela
| Lp. | Drużyna                  | Mecze | Mecze   | Mecze   | Pkt | Sety | Sety | Sety  | Małe punkty | Małe punkty | Małe punkty |
| Lp. | Drużyna                  | M     | W (3:2) | P (2:3) | Pkt | wyg. | prz. | ratio | zdob.       | str.        | ratio       |
| --- | ------------------------ | ----- | ------- | ------- | --- | ---- | ---- | ----- | ----------- | ----------- | ----------- |
| 1   | Lindaren Volley Amriswil | 2     | 2 (1)   | 0 (0)   | 5   | 6    | 3    | 2.000 | 190         | 180         | 1.056       |
| 2   | Szachcior Soligorsk      | 2     | 1 (1)   | 1 (1)   | 3   | 5    | 5    | 1.000 | 211         | 200         | 1.055       |
| 3   | VC Greenyard Maaseik     | 2     | 0 (0)   | 2 (1)   | 1   | 3    | 6    | 0.500 | 188         | 209         | 0.900       |

Źródło: cev.eu
Punktacja: 3:0 i 3:1 – 3 pkt; 3:2 – 2 pkt; 2:3 – 1 pkt; 1:3 i 0:3 – 0 pkt
Zasady ustalania kolejności: 1. liczba zwycięstw; 2. liczba punktów; 3. stosunek setów; 4. stosunek małych punktów; 5. bilans w bezpośrednich meczach
Wyniki spotkań
 Sporthalle Tellenfeld, Amriswil
| Data       | Godz. | Drużyna 1                | Wynik | Drużyna 2                | 1     | 2     | 3     | 4     | 5     | Widzów | *       |
| ---------- | ----- | ------------------------ | ----- | ------------------------ | ----- | ----- | ----- | ----- | ----- | ------ | ------- |
| 06.10.2020 | 19:00 | Szachcior Soligorsk      | 2:3   | Lindaren Volley Amriswil | 22:25 | 18:25 | 25:13 | 25:16 | 8:15  | 365    | CLVM 19 |
| 07.10.2020 | 19:00 | Greenyard Maaseik        | 2:3   | Szachcior Soligorsk      | 25:23 | 18:25 | 25:23 | 24:26 | 14:16 | 243    | CLVM 20 |
| 08.10.2020 | 19:00 | Lindaren Volley Amriswil | 3:1   | Greenyard Maaseik        | 25:21 | 21:25 | 25:16 | 25:20 |       | 493    | CLVM 21 |

#### Grupa F
Tabela
| Lp. | Drużyna                    | Mecze | Mecze   | Mecze   | Pkt | Sety | Sety | Sety  | Małe punkty | Małe punkty | Małe punkty |
| Lp. | Drużyna                    | M     | W (3:2) | P (2:3) | Pkt | wyg. | prz. | ratio | zdob.       | str.        | ratio       |
| --- | -------------------------- | ----- | ------- | ------- | --- | ---- | ---- | ----- | ----------- | ----------- | ----------- |
| 1   | Itas Trentino              | 2     | 2 (0)   | 0 (0)   | 6   | 6    | 0    | MAX   | 150         | 105         | 1.429       |
| 2   | Vojvodina NS seme Nowy Sad | 2     | 1 (0)   | 1 (0)   | 3   | 3    | 4    | 0.750 | 153         | 162         | 0.944       |
| 3   | IBB Polonia London         | 2     | 0 (0)   | 2 (0)   | 0   | 1    | 6    | 0.167 | 135         | 171         | 0.789       |

Źródło: cev.eu
Punktacja: 3:0 i 3:1 – 3 pkt; 3:2 – 2 pkt; 2:3 – 1 pkt; 1:3 i 0:3 – 0 pkt
Zasady ustalania kolejności: 1. liczba zwycięstw; 2. liczba punktów; 3. stosunek setów; 4. stosunek małych punktów; 5. bilans w bezpośrednich meczach
Wyniki spotkań
 BLM Group Arena, Trydent
| Data       | Godz. | Drużyna 1                  | Wynik | Drużyna 2                  | 1     | 2     | 3     | 4     | 5 | Widzów | *       |
| ---------- | ----- | -------------------------- | ----- | -------------------------- | ----- | ----- | ----- | ----- | - | ------ | ------- |
| 29.09.2020 | 20:30 | IBB Polonia London         | 0:3   | Itas Trentino              | 16:25 | 17:25 | 15:25 |       |   | 497    | CLVM 22 |
| 30.09.2020 | 20:30 | Vojvodina NS seme Nowy Sad | 3:1   | IBB Polonia London         | 21:25 | 25:21 | 25:23 | 25:18 |   | 150    | CLVM 23 |
| 01.10.2020 | 20:30 | Itas Trentino              | 3:0   | Vojvodina NS seme Nowy Sad | 25:19 | 25:20 | 25:18 |       |   | 497    | CLVM 24 |

### 2. runda
awans do fazy grupowej Ligi Mistrzów
     udział w Pucharze CEV

#### Grupa G
Tabela
| Lp. | Drużyna            | Mecze | Mecze   | Mecze   | Pkt | Sety | Sety | Sety  | Małe punkty | Małe punkty | Małe punkty |
| Lp. | Drużyna            | M     | W (3:2) | P (2:3) | Pkt | wyg. | prz. | ratio | zdob.       | str.        | ratio       |
| --- | ------------------ | ----- | ------- | ------- | --- | ---- | ---- | ----- | ----------- | ----------- | ----------- |
| 1   | Jastrzębski Węgiel | 2     | 2 (0)   | 0 (0)   | 6   | 6    | 0    | MAX   | 150         | 51          | 2.941       |
| 2   | CSM Arcada Galați  | 2     | 1 (0)   | 1 (0)   | 3   | 3    | 3    | 1.000 | 126         | 75          | 1.680       |
| 3   | Fino Kaposvár SE   | 2     | 0 (0)   | 2 (0)   | 0   | 0    | 6    | 0.000 | 0           | 150         | 0.000       |

Źródło: cev.eu
Punktacja: 3:0 i 3:1 – 3 pkt; 3:2 – 2 pkt; 2:3 – 1 pkt; 1:3 i 0:3 – 0 pkt
Zasady ustalania kolejności: 1. liczba zwycięstw; 2. liczba punktów; 3. stosunek setów; 4. stosunek małych punktów; 5. bilans w bezpośrednich meczach
Wyniki spotkań
 Hala sportowa, Gałacz
| Data       | Godz. | Drużyna 1          | Wynik   | Drużyna 2          | 1     | 2     | 3     | 4 | 5 | Widzów | *       |
| ---------- | ----- | ------------------ | ------- | ------------------ | ----- | ----- | ----- | - | - | ------ | ------- |
| 10.11.2020 | 19:00 | CSM Arcada Galați  | 3:0[wo] | Fino Kaposvár SE   | 25:0  | 25:0  | 25:0  |   |   | -      | CLVM 28 |
| 11.11.2020 | 19:00 | Fino Kaposvár SE   | 0:3[wo] | Jastrzębski Węgiel | 0:25  | 0:25  | 0:25  |   |   | -      | CLVM 29 |
| 12.11.2020 | 19:00 | Jastrzębski Węgiel | 3:0     | CSM Arcada Galați  | 25:18 | 25:16 | 25:17 |   |   | 0      | CLVM 30 |

[w] Drużynom CSM Arcada Galați oraz Jastrzębski Węgiel zostały przyznane walkowery w związku z przypadkami zakażeń SARS-CoV-2 w drużynie Fino Kaposvár SE.

#### Grupa H
Tabela
| Lp. | Drużyna                  | Mecze | Mecze   | Mecze   | Pkt | Sety | Sety | Sety  | Małe punkty | Małe punkty | Małe punkty |
| Lp. | Drużyna                  | M     | W (3:2) | P (2:3) | Pkt | wyg. | prz. | ratio | zdob.       | str.        | ratio       |
| --- | ------------------------ | ----- | ------- | ------- | --- | ---- | ---- | ----- | ----------- | ----------- | ----------- |
| 1   | Itas Trentino            | 2     | 2 (0)   | 0 (0)   | 6   | 6    | 0    | MAX   | 150         | 106         | 1.415       |
| 2   | Dinamo Moskwa            | 2     | 1 (0)   | 1 (0)   | 3   | 3    | 3    | 1.000 | 122         | 134         | 0.910       |
| 3   | Lindaren Volley Amriswil | 2     | 0 (0)   | 2 (0)   | 0   | 0    | 6    | 0.000 | 118         | 150         | 0.787       |

Źródło: cev.eu
Punktacja: 3:0 i 3:1 – 3 pkt; 3:2 – 2 pkt; 2:3 – 1 pkt; 1:3 i 0:3 – 0 pkt
Zasady ustalania kolejności: 1. liczba zwycięstw; 2. liczba punktów; 3. stosunek setów; 4. stosunek małych punktów; 5. bilans w bezpośrednich meczach
Wyniki spotkań
 Sporthalle Tellenfeld, Amriswil
| Data       | Godz. | Drużyna 1                | Wynik | Drużyna 2                | 1     | 2     | 3     | 4 | 5 | Widzów | *       |
| ---------- | ----- | ------------------------ | ----- | ------------------------ | ----- | ----- | ----- | - | - | ------ | ------- |
| 27.10.2020 | 19:00 | Lindaren Volley Amriswil | 0:3   | Dinamo Moskwa            | 20:25 | 21:25 | 18:25 |   |   | 508    | CLVM 31 |
| 28.10.2020 | 19:00 | Dinamo Moskwa            | 0:3   | Itas Trentino            | 18:25 | 13:25 | 16:25 |   |   | 452    | CLVM 32 |
| 29.10.2020 | 19:00 | Itas Trentino            | 3:0   | Lindaren Volley Amriswil | 25:19 | 25:22 | 25:18 |   |   | 50     | CLVM 33 |

## Drużyny zakwalifikowane
| Grupa C            | Grupa E       |
| ------------------ | ------------- |
| Jastrzębski Węgiel | Itas Trentino |